# Mercoledì Addams
Mercoledì Addams (Wednesday Addams), nome completo Mercoledì Venerdì Addams (Wednesday Friday Addams), anche nota come Stellina Addams o Nottola Addams, è un personaggio immaginario creato il 29 giugno 1940 da Charles Addams come parte del gruppo della famiglia Addams. È figlia di Gomez e Morticia Addams e sorella di Pugsley.
Il personaggio di Mercoledì, grazie soprattutto alla celebre interpretazione datane da Christina Ricci nei due film di Barry Sonnenfeld dei primi anni novanta, La famiglia Addams (The Addams Family, 1991) e La famiglia Addams 2 (Addams Family Value, 1993), è divenuta rapidamente una delle icone più note e apprezzate del cinema. La Mercoledì rappresentata da Sonnenfeld nei due film degli anni novanta, infatti, ne cambiò radicalmente le caratteristiche, trasformandola, dall'innocua e giocosa, e tutto sommato "normale", anche se appassionata di giochi macabri, bambinetta interpretata da Lisa Loring, a un'inquietante e macabra adolescente, facendola diventare, così come la madre, un'icona goth e femminista, oltre che un simbolo di anticonformismo.
Così facendo, Sonnenfeld ha contribuito in maniera significativa a plasmare un nuovo modello di ragazza alternativa e fuori dagli schemi, orgogliosa della propria unicità e del proprio modo di essere cupo e velatamente minaccioso. Questo anche grazie al suo aspetto, caratterizzato da capelli neri raccolti in due lunghe trecce laterali, da abiti neri e austeri, da un incarnato pallido e da una spiccata predilezione per la solitudine e per le scienze occulte. Mercoledì è inoltre l'unico personaggio della famiglia Addams che sembra avere un minimo di cognizione di ciò che la circonda, risultando intelligente e sagace, capace di mettere in crisi chi la affronti senza che venga scalfita la sua espressione seria e cupa.

## Nome
Il nome di Mercoledì viene scelto da Charles Addams ancora prima della fase di preproduzione della serie televisiva degli anni sessanta, quando una ditta di Manhattan, la Aboriginals Ltd., commercializza una linea di bambole di pezza raffigurante i personaggi delle vignette di Addams per The New Yorker. Hanno già il loro nome Morticia, Gomez e Mercoledì.
Per dare il nome alla bambola della figlia degli Addams, un amico osserva che la bambina fa pensare al "bambino pieno di tristezza", protagonista della vecchia filastrocca inglese Monday's Child, "nato di mercoledì": in inglese Wednesday's child is full of woe, "il bambino che nasce di mercoledì è pieno di tristezza".
Nella prima serie televisiva in bianco e nero viene rivelato che il suo secondo nome è Friday (Venerdì).
Nella prima edizione italiana della serie del 1964 veniva chiamata Stellina Addams. Nel doppiaggio italiano della serie animata del 1973 è stata rinominata Nottola Addams, mentre, al contrario della maggior parte degli altri personaggi, nel doppiaggio italiano dello Speciale Scooby del 1972, Scooby-Doo incontra la famiglia Addams, Mercoledì conserva il proprio nome, seppure nella traduzione in italiano.
Nei paesi di lingua spagnola il personaggio è conosciuto con i nomi di Miércoles Addams, in Spagna, e di Merlina Addams, in Sudamerica.

## Sviluppo
Il personaggio viene creato da Charles Addams il 29 giugno 1940 per una vignetta pubblicata sul periodico The New Yorker. In questo episodio la bambina appare stremata saltando la corda di notte, arrivando alla conta "ventitremila e uno, ventitremila e due, ventitremila e tre...". Oltre alle tante riproposizioni di bambini al centro delle vignette di Addams, la bambina stremata che salta la corda, ricompare nell'edizione delle filastrocche per bambini di Charles Addams The Chas. Addams Mother Goose, pubblicato da Harmer & Row nel 1967, come illustrazione della filastrocca Little Jumping Joan.
La prima apparizione, invece, dei due bambini, che più tardi assumeranno il nome di Mercoledì e Pugsley, assieme a Morticia, in cui vengono presentati come i suoi figli, avviene il 26 agosto 1944. In questa scenetta vediamo Morticia dire a Mercoledì, con Pugsley sullo sfondo: "Ora non venire a frignare da me. Vai a dirgli che lo avvelenerai per bene anche tu.". Nelle vignette che seguiranno Mercoledì e Pugsley vengono raffigurati spesso giocare assieme a giochi "pericolosi", tirarsi scherzi birbanti e con finalità omicide o venire richiamati dalla madre. Mercoledì in particolare ha uno spiccato senso per i giochi macabri.

## Caratteristiche
Charles Addams così descrive il personaggio nelle note di produzione per la realizzazione della serie televisiva degli anni sessanta:
Mercoledì ha dei capelli scuri con l'attaccatura a cuore raccolti in due trecce, un fisico snello, uno sguardo inquietante e una pelle pallida e priva di imperfezioni. Veste esclusivamente di nero. Alleva ragni e il suo hobby è "giocare" col fratello Pugsley cercando di ucciderlo, anche se quest'ultimo si presta volentieri alle richieste della sorellina. Il suo giocattolo preferito è la bambola di Maria Antonietta da lei stessa ghigliottinata e che mostra con orgoglio ai visitatori. È molto affezionata al maggiordomo Lurch.

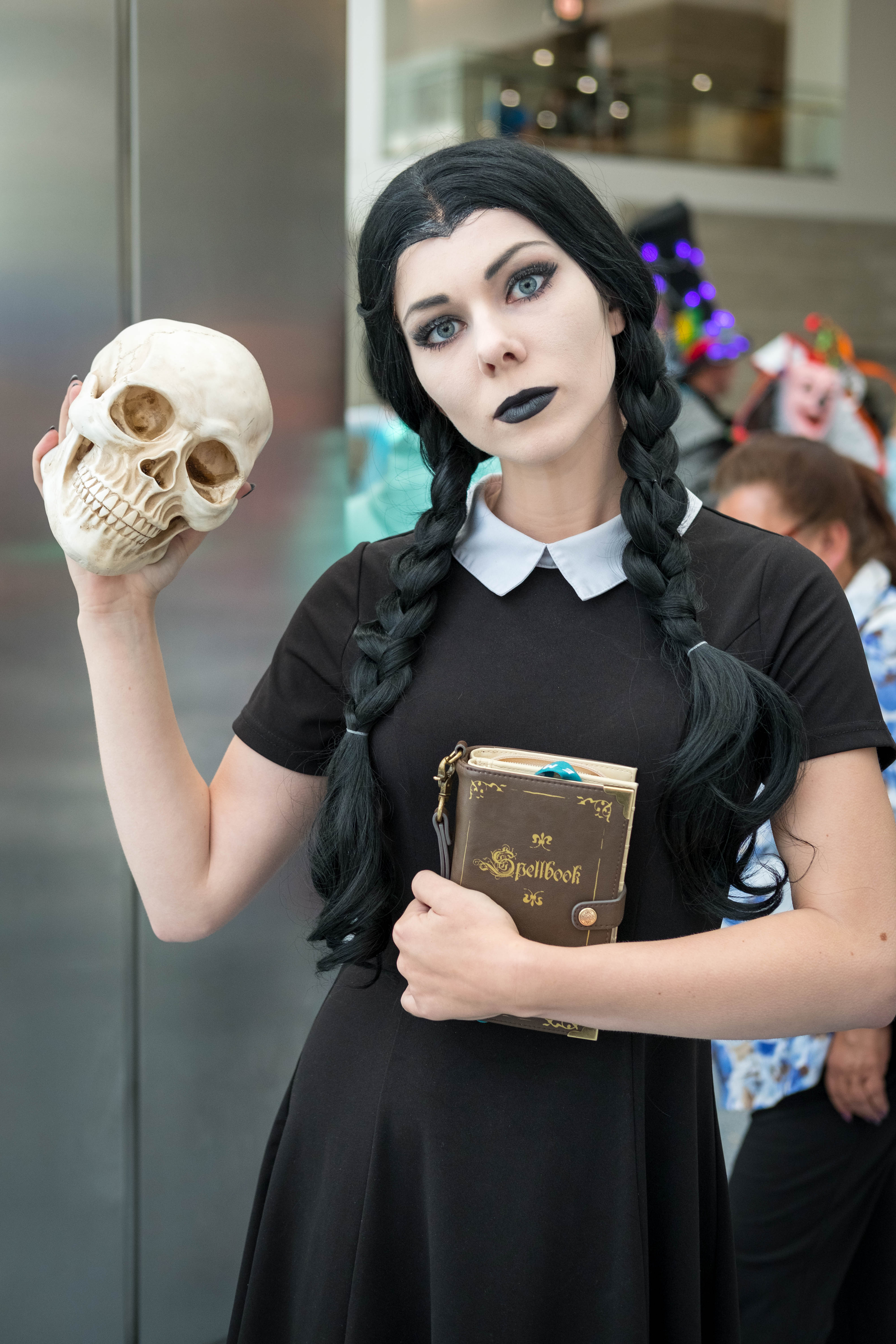
Cosplayer nei panni di Mercoledì al Wondercon del 2016

Il personaggio di Mercoledì ha subito sostanziali modifiche tra la serie televisiva originale e i film. Veste sempre con un vestito nero e con colletto bianco. Originariamente era una "normale" bambina dai gusti strambi (ma normalissimi per il resto della famiglia) con la passione per il ballo. Ricopriva un ruolo marginale nella serie, visto anche che l'attrice che la interpretava aveva solo sei anni.
Nel film per la televisione del 1977, Mercoledì e Pugsley sono ormai adolescenti e Gomez e Morticia hanno avuto altri due nuovi figli cui hanno dato il nome di Wednesday Jr. e Pugsley Jr. nell'edizione originale.
Nel film del 1991 è una dodicenne dal carattere funereo, che non ride e non mostra mai emozioni. È incredibilmente intelligente per la sua età e lo dimostra con battute sagaci che mettono chiunque in imbarazzo. È l'unico membro della famiglia ad avere un contatto con la realtà e la sua serietà da adulta brilla per contrasto davanti ai suoi irresponsabili parenti. Tratta il fratello Pugsley come uno stupido e i suoi tentativi di ucciderlo appaiono tutt'altro che innocenti. Sembra inoltre avere enormi conoscenze in campo letterario e teatrale, come si evince dal secondo film, dove critica aspramente lo spettacolo di fine campo estivo considerandolo "privo di pathos, con mancanza di spessore della struttura, del personaggio e dell'unità aristotelica".
La serie televisiva del 1999, posteriore ai film, riprende questa versione malevola di Mercoledì, sebbene edulcorata. Rivela inoltre che il fratellino Pubert è stato mangiato da Pugsley.
Nel film La famiglia Addams 2 Mercoledì trova l'amore: Joel, un ragazzo dall'aspetto nerd coi suoi stessi gusti per l'orrore. Grazie a lui Mercoledì farà il primo vero sorriso della sua vita, non quando lo bacia, ma quando lo farà terrorizzare dagli zombi.
Nel musical del 2010, Mercoledì è ormai cresciuta raggiungendo i 18 anni. È fidanzata con Lucas Beineke e i due organizzano una cena a casa degli Addams con ospiti entrambe le famiglie per dichiarare la loro intenzione di sposarsi.
Nel film in animazione in CGI del 2019, Mercoledì è una bambina preadolescente perennemente triste e annoiata, incapace di sorridere, confortata dall'albero animato di casa Addams che cerca di risollevarle il morale e che è suo complice. Viene rappresentata in bianco e nero, indossando un abito nero con ampio colletto bianco, e con i capelli raccolti in due treccine le cui estremità formano dei cappi. Si rivela "ribelle" più per noia che per convinzione, rimanendo comunque molto legata alla famiglia, che tuttavia abbandona fuggendo di casa per raggiungere l'amica Parker Needler che ha trasformato in una goth punk. Sa tirare con la balestra, nella quale si dimostra assai abile, e ha come cucciolo di compagnia una piccola piovra.
La Mercoledì della serie televisiva omonima del 2022, è dotata di poteri speciali: possiede doti psichiche in grado di vedere il passato e il futuro semplicemente toccando una persona o un oggetto e padroneggia le arti marziali e la scherma, che afferma aver appreso dallo Zio Fester. Tuttavia, i suoi poteri psichici si manifestano all'improvviso, senza che possa controllarli.

## Interpreti
Nella serie televisiva del 1964-1966, Mercoledì viene interpretata da Lisa Loring, che riprende la parte anche nel successivo film per la televisione che riunisce il cast, Halloween con la famiglia Addams, seppure interpreti una Mercoledì cresciuta e ormai adolescente. La Mercoledì "bambina", chiamata Mercoledì Jr., nel film viene interpretata da Jennifer Surprenant. In italiano Lisa Loring è stata doppiata da Francesca Guadagno nel secondo doppiaggio per la messa in onda sui canali Mediaset.
Nello special televisivo del 1972, The Addams Family Fun-House, Mercoledì viene impersonata da Noelle Von Sonn. Mentre la voce per lo Speciale Scooby Scooby-Doo incontra la famiglia Addams e per la successiva serie animata del 1973, viene data da Cindy Henderson. Nell'edizione italiana dell serie televisiva animata, il personaggio viene doppiato da Rosalinda Galli, nel primo doppiaggio per le reti Rai, e da Antonella Baldini, per il secondo doppiaggio per le reti Mediaset.
Christina Ricci impersona Mercoledì nei due film diretti da Barry Sonnenfeld La famiglia Addams (1991) e La famiglia Addams 2 (1993), ma non riprende la parte nel successivo film per la televisione La famiglia Addams si riunisce (Addams Family Reunion, 1998), dove viene interpretata da Nicole Fugere, che riprende il ruolo, unica del cast del film, anche nella successiva serie televisiva del 1998-1999 La nuova famiglia Addams (The New Addams Family). Perla Liberatori doppia il personaggio in italiano nei primi due film di Sonnenfeld e nella serie televisiva di fine anni novanta, mentre nel film del 1998 Nicole Fugere viene doppiata da Lara Parmiani.
La voce al personaggio per la nuova serie animata del 1992 viene data da Debi Derryberry.
Nella prima di Broadway del musical The Addams Family, il ruolo viene ricoperto da Krysta Rodriguez.
Nel due film in animazione CGI del 2019, La famiglia Addams, e del 2021, La famiglia Addams 2, la voce di Mercoledì viene prestata dall'attrice Chloë Grace Moretz, doppiata in italiano da Eleonora Gaggero.
Nella serie televisiva Mercoledì del 2022, co-prodotta da Tim Burton, Mercoledì è interpretata dall'attrice statunitense Jenna Ortega. Nella stessa serie, in alcune scene, il personaggio viene interpretato anche, all'età di sei anni, da Karina Varadi. Durante le riprese, la Ortega ha evitato di discutere con Christina Ricci dell'interpretazione del personaggio durante le riprese della serie, così da ottenere un'interpretazione più personale e originale. Per prepararsi al suo ruolo, inoltre, la Ortega ha imparato a suonare il violoncello e ha preso lezioni di canoa, scherma, tiro con l'arco e di tedesco. Il ruolo è valso all'attrice un Critics Choice Super Award e  una candidatura al Golden Globe come migliore attrice in una serie commedia o musicale, allo Screen Actors Guild Award come migliore attrice in una serie commedia e al Premio Emmy come migliore attrice in una serie commedia. Nell'edizione in lingua italiana, Mercoledì è doppiata da Chiara Fabiano.

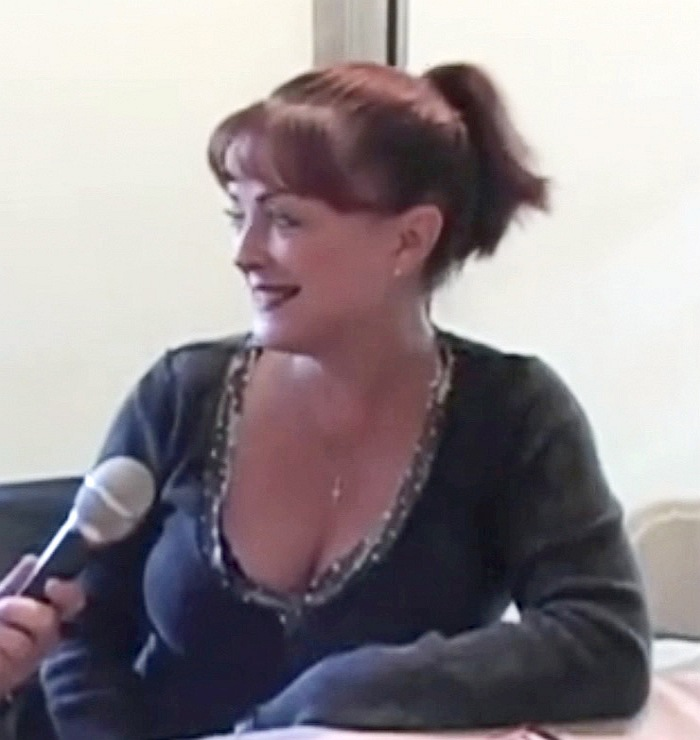
Lisa Loring, la prima interprete di Mercoledì nella serie originale
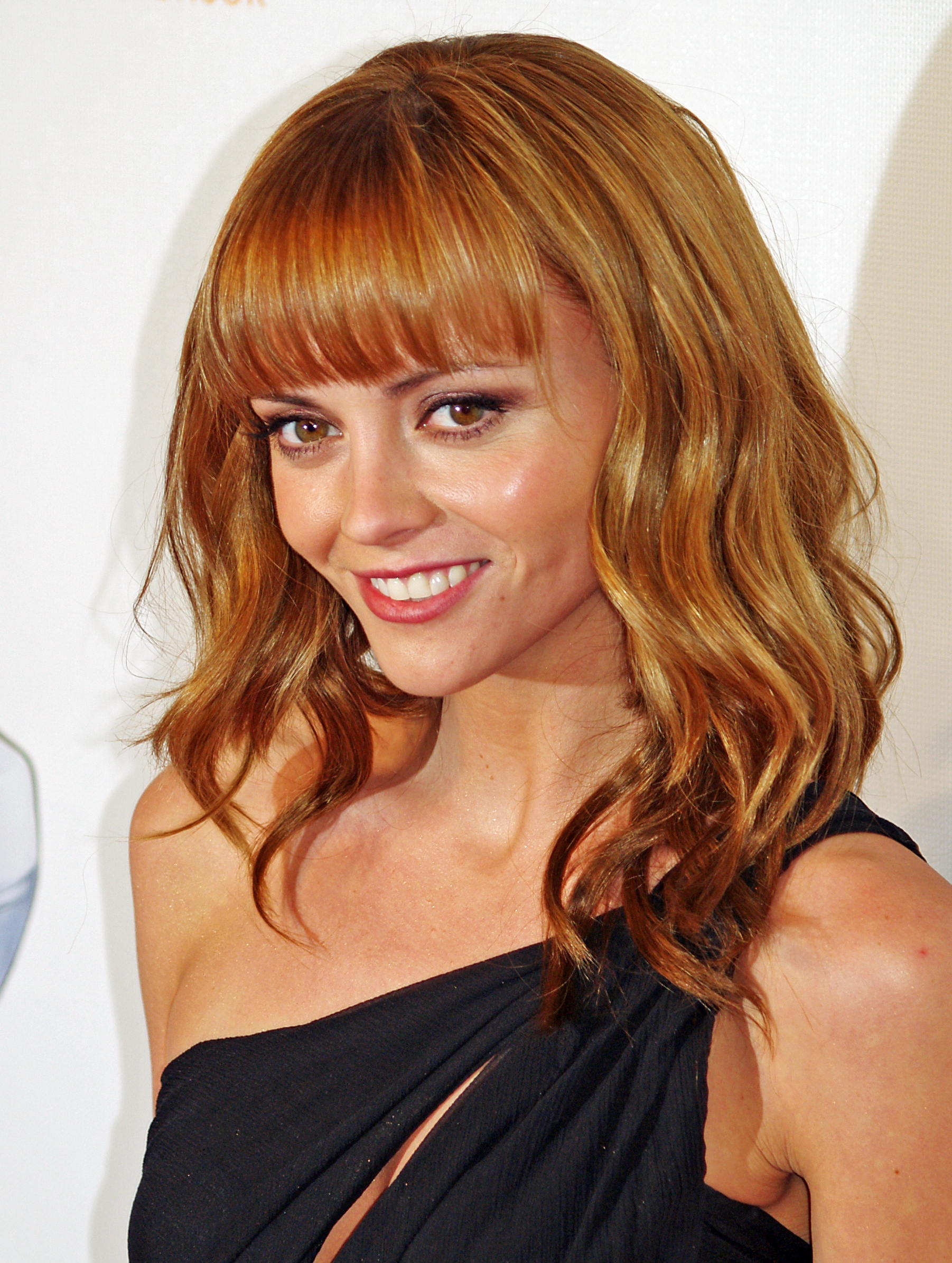
Christina Ricci, interprete di Mercoledì nei due film del 1991 e 1993
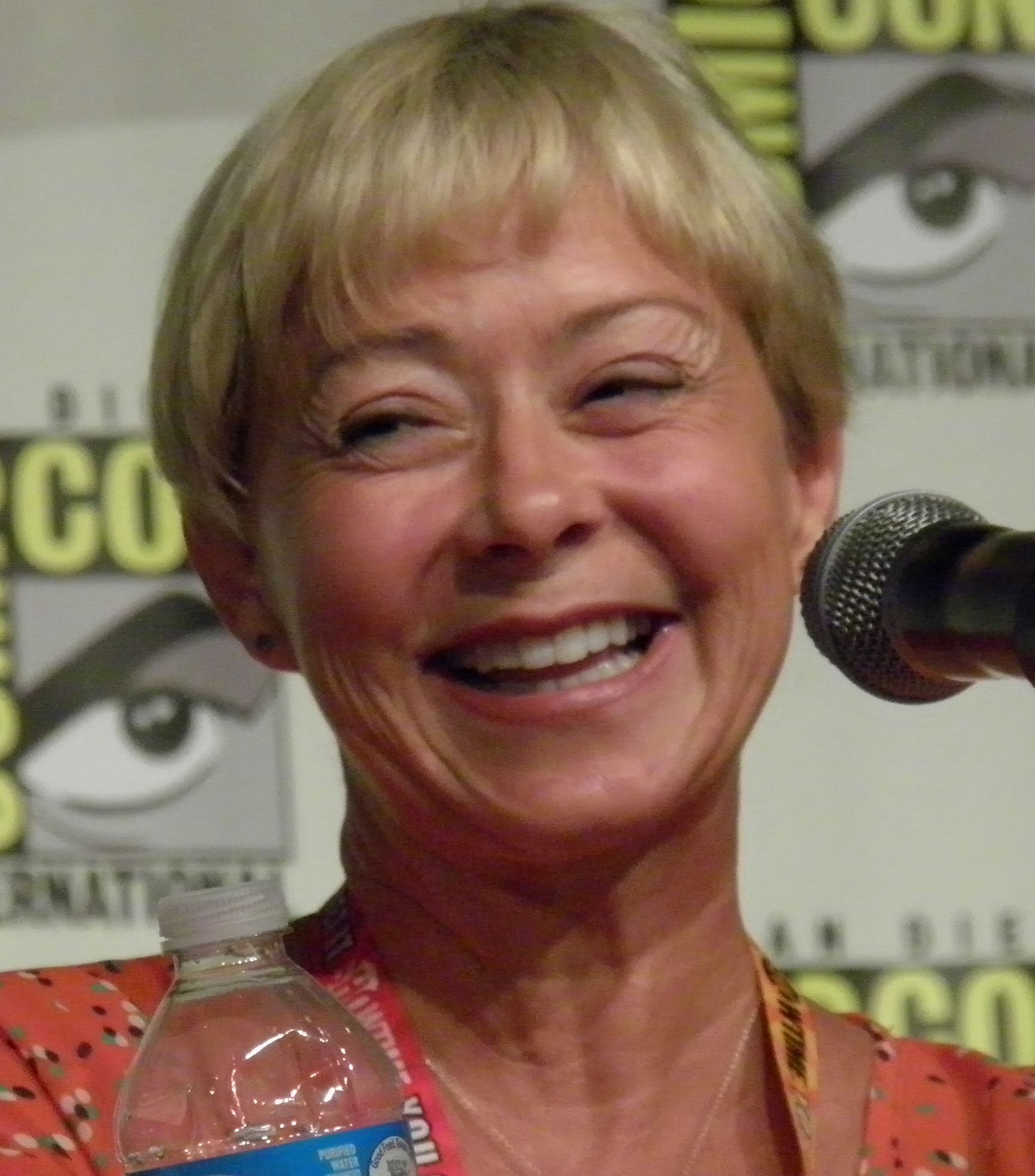
Debi Derryberry, voce di Mercoledì nella serie animata del 1992
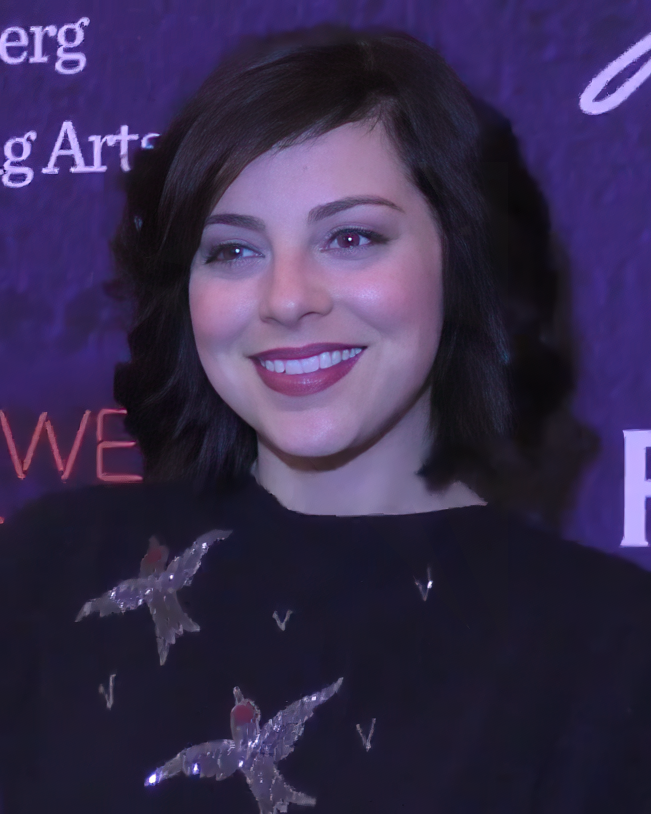
Krysta Rodriguez, prima interprete di Mercoledì nella prima edizione del musical del 2010
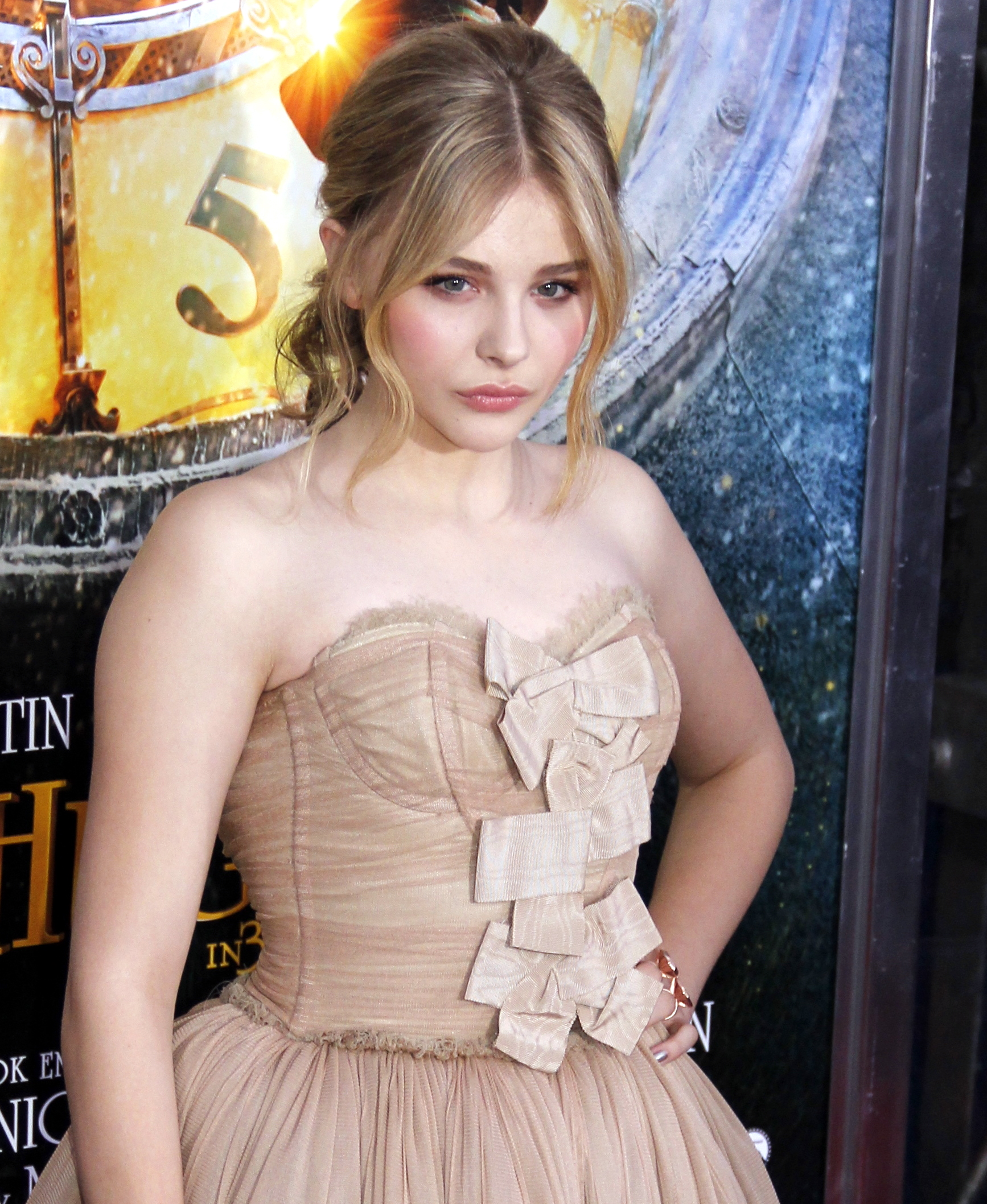
Chloë Grace Moretz, voce di Mercoledì nei film animati del 2019 e 2021
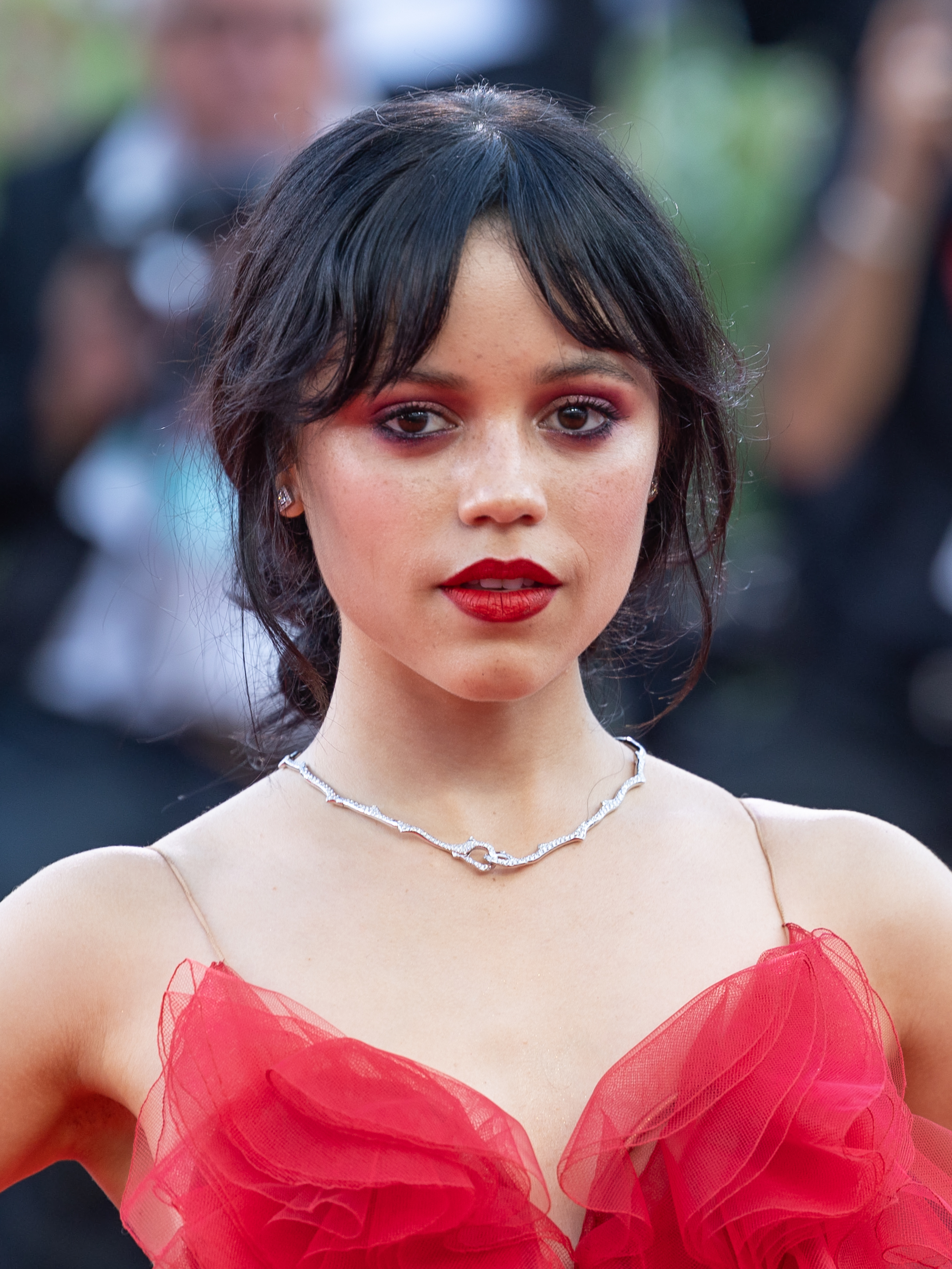
Jenna Ortega, interprete di Mercoledì nella serie omonima del 2022

## Merchandising
Il personaggio di Mercoledì è stato ritratto come merchandising in svariate occasioni.
- Mercoledì è tra i primi personaggi creati nel 1962, un anno prima dell'inizio della preproduzione della serie televisiva La famiglia Addams, per una serie di bambole di pezza della Aboriginals Ltd. di Manhattan.[1] Il suo nome viene scelto in questa occasione.[1]
- Nel 1992 la Playmates realizza una serie di action figure ispirate ai personaggi della coeva serie televisiva animata.[23][24] La figura di Mercoledì viene annunciata ma mai prodotta.[23][24]
- Nel 2000 la ditta francese Zavico realizza una serie di statuine fosforescenti ispirate alla serie televisiva del 1998 La nuova famiglia Addams, che comprende anche una versione di Mercoledì che regge un'ascia.
- Una versione di Mercoledì viene prodotta nel febbraio 2019 dalla Funko per una serie di action figure nella linea Pop rappresentati i personaggi del telefilm degli anni sessanta.[25] Di Mercoledì, oltre alla versione a colori, ne viene realizzata anche una in bianco e nero.[25][26]
- Una statuina di Mercoledì viene prodotta nel 2019 dalla Department 56 per il set The Addams Family Village ispirato ai fumetti di Charles Addams.[27] Il set, che comprende la casa degli Addams oltre a svariati accessori e i classici personaggi, comprende infatti anche un set di Mercoledì e Pugsley che giocano con una ghigliottina.[27]
- Sempre nel 2019 la Cuddle Barn ha realizzato dei pupazzi in stoffa di varie dimensioni raffiguranti i personaggi del nuovo film di animazione del 2019 La famiglia Addams, compresa Mercoledì.[28][29]
- Dall'11 ottobre 2019, sempre in occasione del nuovo film di animazione, la Mezco ha realizzato alcune action figure da 10 cm con 5 punti di articolazione raffiguranti i personaggi del film di animazione del 2019.[28][30][31] Mercoledì viene distribuita in coppia con la Nonna è una fra le tante versioni di Mano previste per la serie.[30]
- L'11 settembre 2019 la Funko annuncia la realizzazione di una serie di action figure con i personaggi del nuovo film di animazione, compresa Mercoledì.[32]
- Nel 2019, in concomitanza con l'uscita del film di animazione, viene messo in commercio il libro scritto da Calliope Glass e Alexandra West La famiglia Addams. La biblioteca di Mercoledì. Deliziose citazioni macabre e cupe storie gotiche scelte da una ragazza lugubre (in inglese The Addams Family. Wednesday’s Library. Delightfully Dark Quotes and Gothic Tales from One Grim Girl), edito da HarperCollins.
- Per Halloween 2019 vengono realizzate maschere e costumi con i personaggi del film in animazione, Mercoledì inclusa.
- Nel 2022 la Funko ha realizzato nella sua linea di action figure Pop!, una versione di Mercoledì Addams, con numero di catalogo 1309, ispirata al personaggio protagonista della serie televisiva Mercoledì.[33]
- Sempre nel 2022 la Mezco Toyz (che ha già in produzione le bambole dei personaggi della famiglia Addams ispirati ai due film in animazione del 2019 e 2021) ha annunciato l'uscita di una bambola nella sua linea Living Dead Dolls ispirata alla Mercoledì della medesima serie televisiva.[34]
- Nel 2022 la casa di giocattoli statunitense Mego, celebre fin dagli anni settanta per le sue action figure da 8" di supereroi DC e Marvel, di personaggi di film e serie televisive, in particolare la serie classica di Star Trek, Il pianeta delle scimmie, ecc., ha annunciato una nuova linea di mini figure da 4,75" (circa 12cm), chiamata Minix, in cui verranno commercializzati i personaggi della serie televisiva co-prodotta da Tim Burton Mercoledì, per primi i personaggi di Mercoledì e di Morticia.[35]
- La Mattel ha realizzato tre diverse versioni di Mercoledì nella propria linea di fashion doll Monster High: la versione Rave'n, in abito da sposa nero; la versione in divisa scolastica della  Nevemore Academy e la versione in montgomery nero che suona il violoncello.[36] Sempre la Mattel ha inoltre realizzato, per la propria linea di mini figure Little People, un set di 4 personaggi della serie Mercoledì, comprendendi, oltre a Mercoledì, anche Enid Sinclair, Marilyn Thornhill e il mostro Hyde.[37]

## Filmografia

### Cinema
- La famiglia Addams (The Addams Family), regia di Barry Sonnenfeld (1991) - Christina Ricci
- La famiglia Addams 2 (The Addams Family Values), regia di Barry Sonnenfeld (1993) - Christina Ricci
- La famiglia Addams (The Addams Family), regia di Conrad Vernon e Greg Tiernan (2019) - Chloë Grace Moretz
- La famiglia Addams 2 (The Addams Family 2), regia di Greg Tiernan, Laura Brousseau e Kevin Pavlovic (2021) - Chloë Grace Moretz

### Televisione
- La famiglia Addams (The Addams Family ) - serie TV, 64 episodi (1964-1966) - Lisa Loring
- Speciale Scooby (The New Scooby-Doo Movies) - serie TV, episodio 1x03 (1972) - Cindy Henderson
- The Addams Family Fun-House - show musicale televisivo (1973) - Noelle Von Sonn
- La famiglia Addams - serie animata, 16 episodi (The Addams Family, 1973) - Cindy Henderson
- Halloween con la famiglia Addams (Halloween with the New Addams Family), regia di David Stainmetz - film TV (1977) - Lisa Loring, Jennifer Surprenant
- La famiglia Addams (The Addams Family) - serie animata (1992) - Debi Derryberry
- La famiglia Addams si riunisce (Addams Family Reunion), regia di Dave Payne - film TV e direct-to-video  (1998) - Nicole Fugere
- La nuova famiglia Addams (The New Addams Family) - serie TV, 65 episodi (1998) - Nicole Fugere
- Mercoledì (Wednesday) - serie TV, 12 episodi (2022-2025) - Jenna Ortega, Karina Varadi

## Libri
- Calliope Glass e Alexandra West, La famiglia Addams. La biblioteca di Mercoledì. Deliziose citazioni macabre e cupe storie gotiche scelte da una ragazza lugubre, traduzione di Ilaria Katerinov, Milano, HarperCollins, 2019, ISBN 978-8-86-905718-2, OCLC 1154491697.